# L'Éden Cinéma
L'Éden Cinéma est une pièce de théâtre de Marguerite Duras créée le 25 octobre 1977 au Théâtre d'Orsay par la Compagnie Renaud-Barrault, et publiée aux éditions Mercure de France la même année.

## Distribution à la création
- mise en scène : Claude Régy
- scénographie : Jacques Le Marquet
- piano : Miguel Ange Rondano

- la mère : Madeleine Renaud
- Suzanne : Bulle Ogier
- voix de Suzanne : Catherine Sellers
- voix de lecture : Michaël Lonsdale
- Mr Jo : Michaël Lonsdale
- Joseph : Jean-Baptiste Malartre
- le Caporal : Axel Bogousslavsky

## Publication
- L'Éden Cinéma, éd. Mercure de France, 1971
  - nouvelle édition Mercure de France 1986 ; édition poche Gallimard, coll. « Folio » n°2051, 1989